# Hrishitaa Bhatt
Pour les articles homonymes, voir Bhatt (homonymie).
Hrishitaa Bhatt est une actrice et mannequin indien née le 10 mai 1981 à Bombay.

## Filmographie
- 2001 : Asoka : Devi
- 2003 : Out of Control (en) : Richa
- 2003 : Haasil : Niharika Singh
- 2004 : Ab Tak Chhappan : Vaishali / Mme Jatin Shukla
- 2004 : Charas: A Joint Operation : Naina
- 2005 : Kisna: The Warrior Poet : Rukmani (participation exceptionnelle)
- 2006 :Raam
- 2006 : Ankahee : Sheena Saxena
- 2006 : Jigyaasa : Jigyaasa Mathur
- 2006 : Jawani Diwani: A Youthful Joyride : Radha U. Jumani
- 2006 : Page 3
- 2007 : Godfather
- 2007 : Dharm : Mani
- 2007 : Bidhaatar Lekha
- 2007 : Heyy Babyy : Participation exceptionnelle
- 2007 : Dharm : Surya
- 2008 : Deshdrohi : Neha R. Raghav
- 2008 : Heroes : Amie de Vikram
- 2008 : Don Muthuswamy
- 2008 : My Name is Anthony Gonsalves
- 2008 : Khaffa : Priya
- 2008 : Dhara : Dhara
- 2009 :Dhoondte Reh Jaaoge
- 2009 :Marega Salaa
- 2009 : Awasthi : Shumona
- 2009 : Aasma: The Sky Is the Limit : Summi
- 2009 : Bad Luck Govind : Anu
- 2009 :Jugaad
- 2010 :Idiots box